# Elde

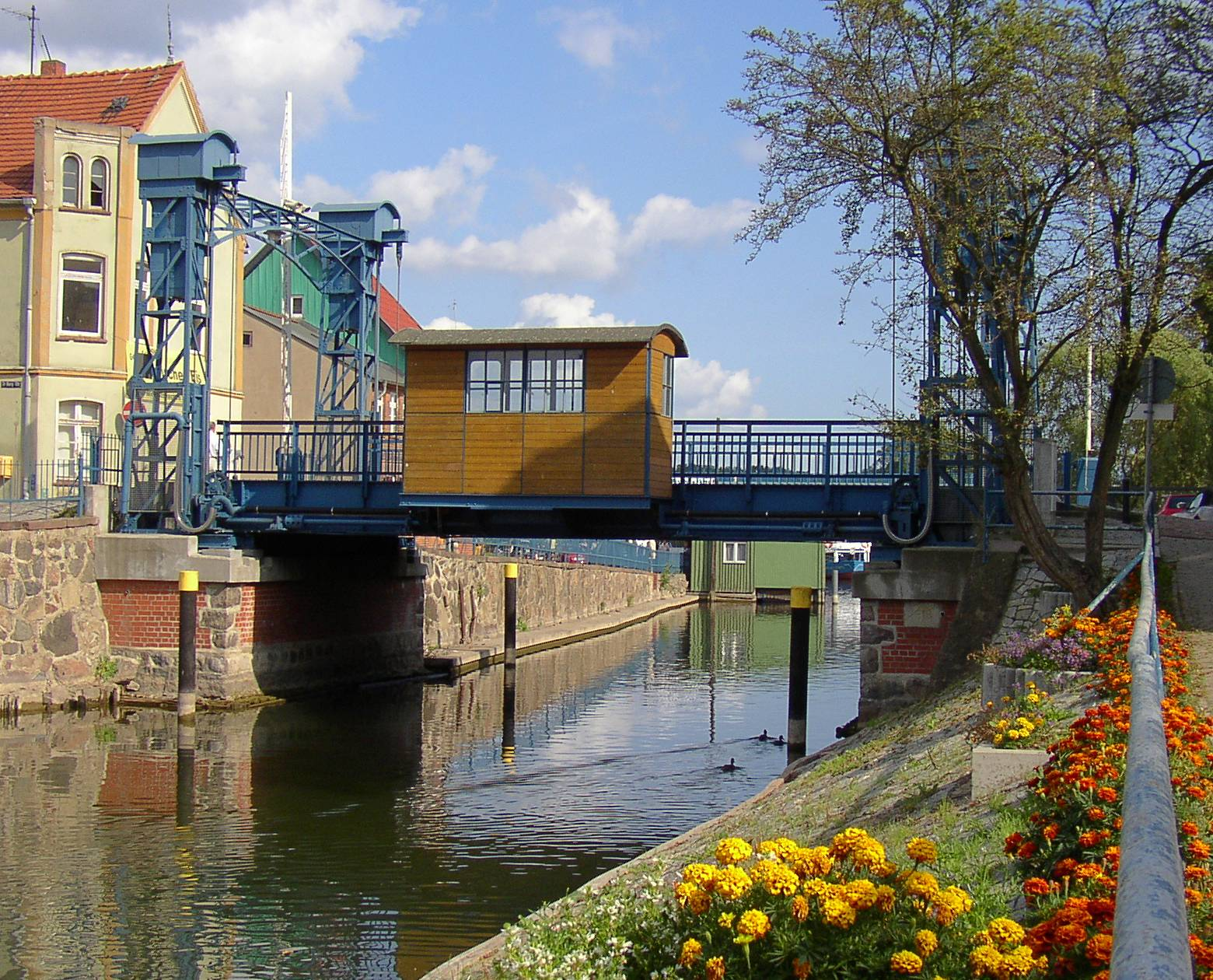
Most podnoszony nad Elde w Plau am See

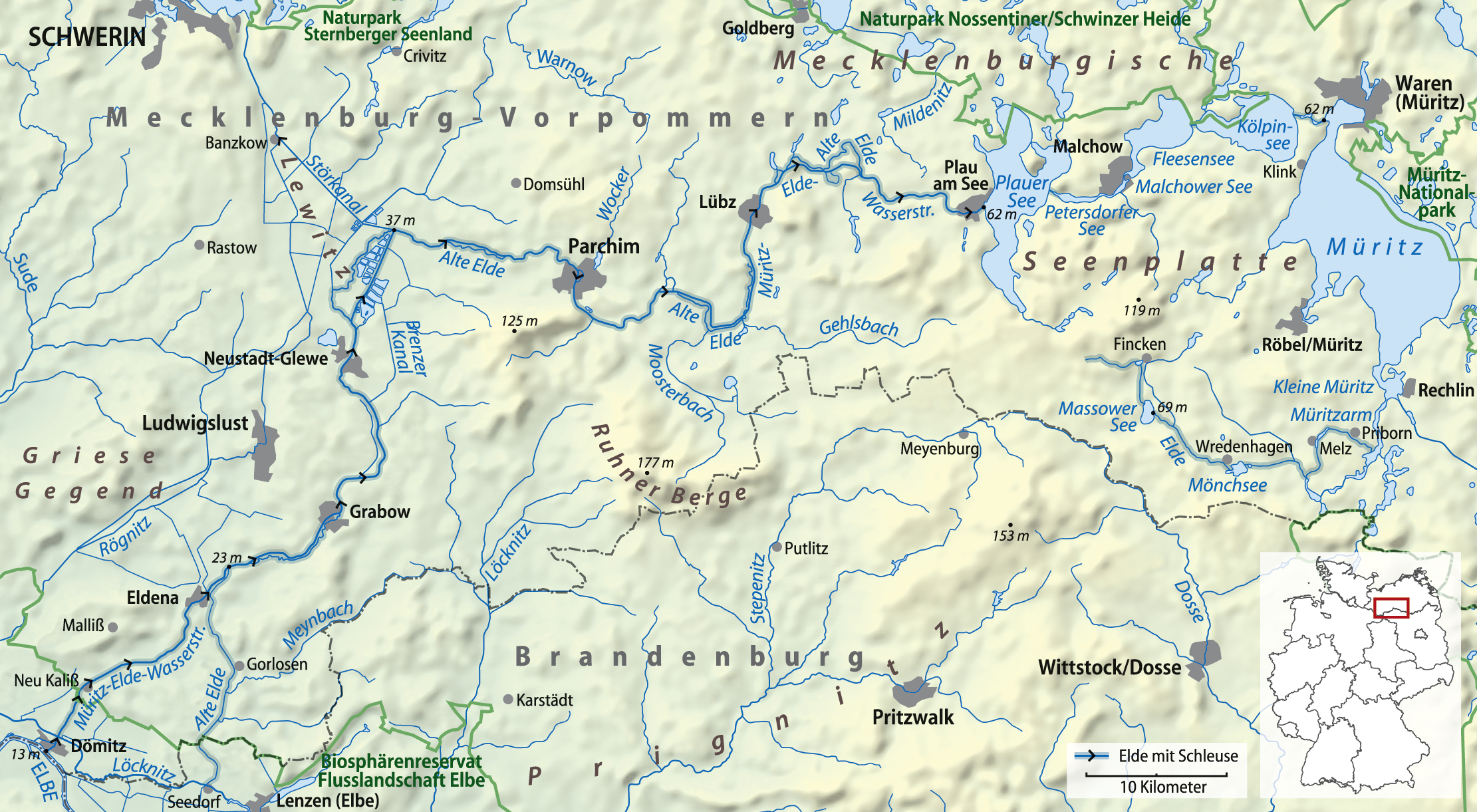
Mapa

Elde (pol. hist. Łada) – rzeka w Niemczech, prawy dopływ Łaby.
Źródła na Pojezierzu Meklemburskim. Długość 208 km. Na początku biegu przepływa przez cztery tzw. Wielkie Jeziora Meklemburskie: Müritz, Kölpinsee, Fleesensee i Plauer See. Na odcinku tym jest skanalizowana i intensywnie wykorzystywana żeglugowo przez statki pasażerskie oraz jachty: łączy wskazane jeziora w jeden system wodny, leżący na tej samej wysokości (bez śluz). Począwszy od jeziora Plauer See uregulowana jest za pomocą 17 stopni wodnych ze śluzami, aż do ujścia do Łaby; różnica poziomów pokonywana przy pomocy śluz wynosi 50 m. 
Jako droga wodna uregulowana została w XVI w. w dolnym biegu (poniżej połączenia z kanałem Stör) a w XIX w. w części od Plauer See do kanału Stör. Obecnie jest żeglowna na długości 184 km, począwszy od jeziora Müritz (a ściślej jego odnogi o nazwie Müritzsee). Połączona jest kanałami z Hawelą (kanał ten biegnie z jeziora Müritz) i jeziorem Schweriner See (kanałem Stör wpadającym do Elde powyżej miasta Neustadt-Glewe). Z uwagi na niską klasę żeglowności (klasa Ib na odcinku między jeziorami Meklemburskimi, klasa Ia poniżej Plauer See) nie ma znaczenia transportowego, natomiast jest bardzo ruchliwym szlakiem turystycznym, należącym do tzw. Wielkiej Pętli Meklemburgii (Berlin – dolna Hawela – Łaba – Elde – jeziora Meklemburskie – górna Hawela – Berlin). Nad rzeką leżą liczne porty jachtowe, m.in. we wszystkich miastach.
Nad Elde leżą miasta: Röbel, Waren (oba nad jeziorem Müritz), Malchow, Plau am See, Lübz, Parchim, Neustadt-Glewe, Grabow i Dömitz (u ujścia).